# 1412
1412 (MCDXII) fue un año bisiesto comenzado en viernes del calendario juliano.

## Acontecimientos
- 16 de enero: los Médici son nombrados banqueros oficiales del papado.
- 15 de febrero: en la península ibérica, Cataluña y Aragón firman la Concordia de Alcañiz para designar al nuevo rey de Aragón.
- 25 de junio: según acuerdo del Compromiso de Caspe, Fernando de Trastámara es proclamado rey de Aragón adoptando el nombre de Fernando I de Aragón.
- 3 de septiembre: Fernando I llega a Zaragoza como nuevo rey de Aragón y jura ante las Cortes su cargo.
- En Japón finaliza el reinado del emperador Va-komatsu.
- En Japón, el emperador Shoko asciende al trono.
- Fundación de la Real Cofradía de Nuestra Madre de las Angustias (Zamora).

## Nacimientos
- 6 de enero - Juana de Arco, heroína francesa (asesinada en 1431)
- Diego Gómez Manrique, poeta y dramaturgo castellano.
- Juan Cantius - erudito polaco y teólogo.
- Ludovico II de Gonzaga - marqués de Mantua (muere en 1478)

## Fallecimientos
- 28 de octubre - Margarita I de Dinamarca que reinaba con Haakon VI de Noruega(nacida en 1353)
- Rey Alberto de Suecia - (nacido en 1336)
- Gian Maria Visconti - duque de Milán.
- Carlos Ramírez de Arellano, señor de los Cameros y alférez mayor del pendón de la Divisa del rey.